# 爾朱仲遠
爾朱 仲遠（じしゅ ちゅうえん、生没年不詳）は、北魏の軍人。本貫は秀容郡。爾朱彦伯の弟。爾朱栄の従弟にあたる。

## 経歴
北魏の華州刺史の爾朱買珍の子として生まれた。はじめ筆書で生計を立てた。六鎮の乱が起こり、爾朱栄が頭角を現すと、仲遠は爾朱栄の下で従軍した。爾朱栄の書をまねて、また爾朱栄の模造印を刻み、尚書令史と通じて売官をおこない、財産をえて酒色のために費やした。
528年、孝荘帝が即位すると、仲遠は直寝・寧遠将軍・歩兵校尉に任じられた。間もなく平北将軍・建興郡太守となり、頓丘県開国侯に封じられた。後に散騎常侍の位を加えられた。建興郡を改めて建州を立てると、使持節・車騎将軍・建州刺史に転じた。侍中の位を加えられ、爵位は公に進んだ。間もなく清河郡公に改封され、車騎大将軍・左光禄大夫を加えられた。使持節・車騎大将軍・徐州刺史に転じ、尚書左僕射・三徐州大行台を兼ねた。間もなく本官のまま、都督三徐州諸軍事に進んだ。軍官の不足を補うのに、軍の都合に合わせるよう上奏して、情実人事を横行させた。
530年、爾朱栄が殺害されると、仲遠は兵を率いて洛陽に向かい、西兗州を攻め落とし、東郡に迫ろうとした。孝荘帝は諸将に迎え撃たせたが、揃って仲遠に敗れた。また都督の鄭先護と右衛将軍の賀抜勝が命を受けて仲遠を討ったが、賀抜勝は敗れて仲遠に降った。間もなく爾朱兆が洛陽に入ると、鄭先護の兵も逃げ散った。
前廃帝が即位すると、使持節・侍中・都督三徐二兗州諸軍事・驃騎将軍・開府儀同三司・徐州刺史・東道大都督・大行台となり、彭城王に進んだ。間もなく驃騎大将軍の位を加えられ、尚書令を兼ねた。徐州に赴任せず、大梁に駐屯した。本官のまま、都督東道諸軍事・驃騎大将軍・兗州刺史に転じた。
仲遠は富豪を誣告しては、財産を没収して私物化し、美人を見ると手を出した。滎陽より東から運ばれる税金は、全て自軍の会計に入れて洛陽に送らなかった。ときに爾朱天光が関右で、爾朱仲遠が大梁で、爾朱兆が并州で、爾朱世隆が洛陽で、各自が好き勝手にふるまい、爾朱氏の権勢に並ぶものはなかった。仲遠は大行台から解任されて、太宰の位を加えられた。
後に東郡に移駐し、爾朱度律らとともに高歓を阻んだ。爾朱兆が晋陽から来て爾朱氏の軍が合流したが、高歓の離間策にあって、爾朱氏の間で猜疑しあい、撤退することとなった。532年、爾朱天光らとともに韓陵で戦って敗れると、仲遠は東郡に逃れ、南朝梁に亡命した。南朝梁の武帝により定洛将軍の号を受け、河南王に封じられた。後に江南で客死した。

## 伝記資料
- 『魏書』巻75 列伝第63
- 『北史』巻48 列伝第36